# Dorfkirche Redekin

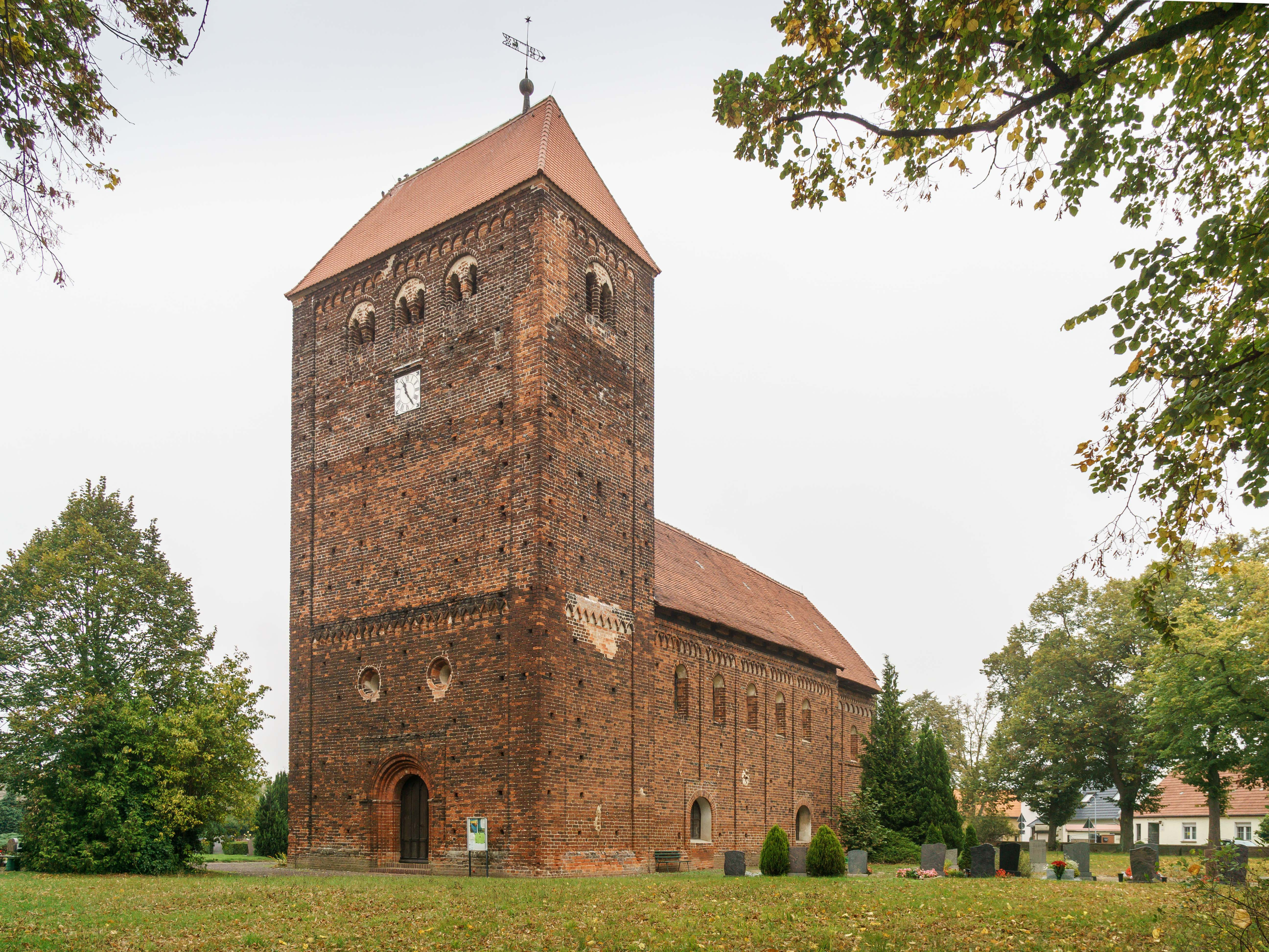
Dorfkirche Redekin

Die evangelische Dorfkirche Redekin ist eine romanische Backsteinkirche im Ortsteil Redekin von Jerichow im Landkreis Jerichower Land in Sachsen-Anhalt. Sie gehört zur Kirchengemeinde Redekin im Kirchspiel Jerichow im Kirchenkreis Stendal der Evangelischen Kirche in Mitteldeutschland. Sie ist eine Station der Straße der Romanik.

## Geschichte und Architektur

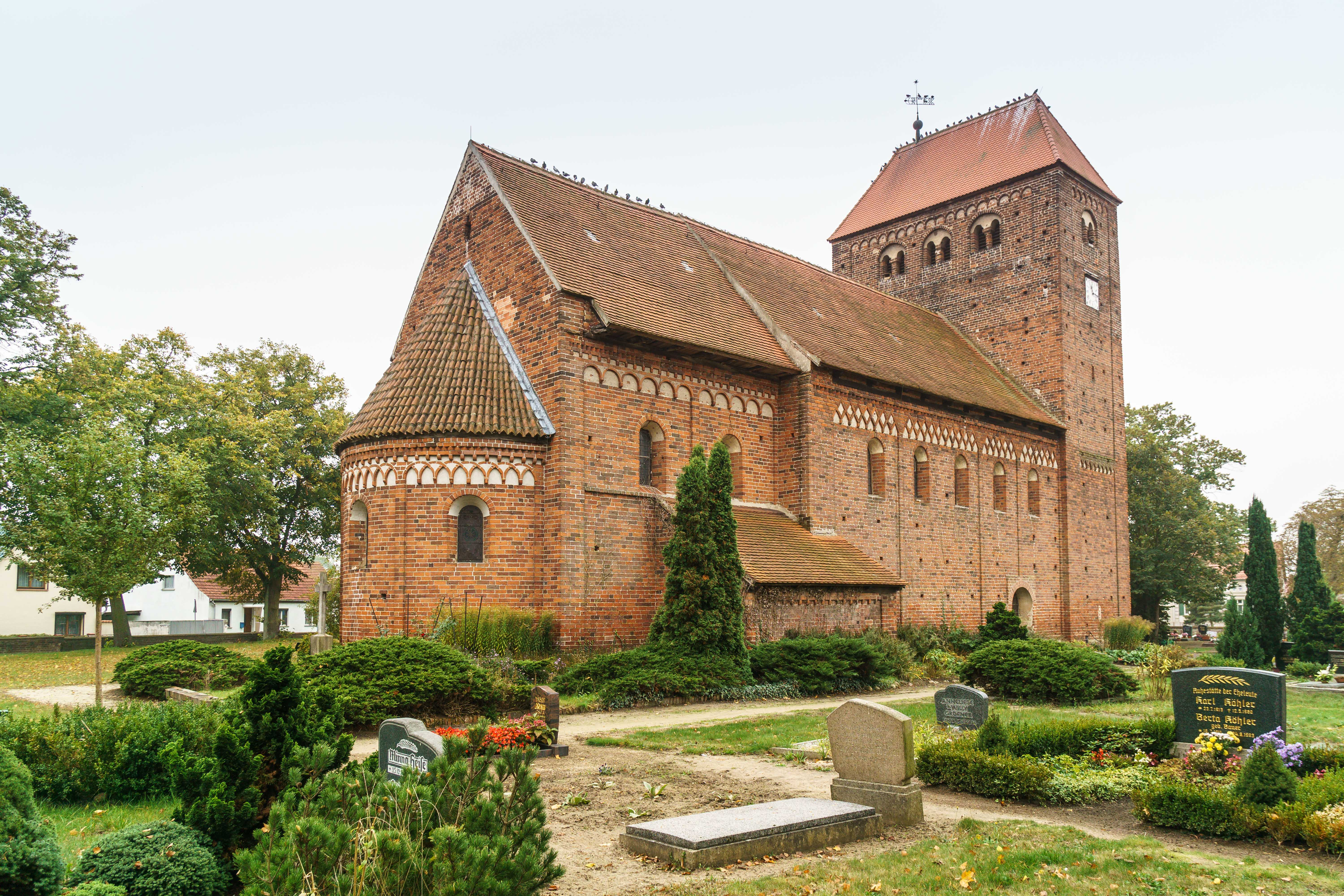
Ansicht von Nordost

Die Kirche Redekin ist eine stattliche, sorgfältig ausgeführte vollständige Anlage einer romanischen Dorfkirche, die aus einem flachgedeckten Schiff, einem eingezogenen, kreuzgewölbten Chorhaus mit einer halbrunden Apsis sowie einem breiteren querrechteckigen Westbau aus der Zeit um 1200 (nach anderer Quelle aus dem ersten Viertel des 13. Jahrhunderts) besteht. Sie steht unter dem Einfluss der Kirche des Klosters Jerichow und ist nahe verwandt mit der Dorfkirche St. Marien und Willebrord. Sie ist jedoch im Unterschied zu diesen Kirchen keine Basilika, sondern eine Saalkirche und gilt als Musterbeispiel für eine vierteilige romanische Dorfkirche.
Der Außenbau ist reich gegliedert durch Lisenen, Deutsches Band sowie Rund- und Kreuzbogenfriese; am Schiff sind auch Spitzbogenfriese zu finden. Die Chorwände zeigen ein vorgelegtes horizontales Band unterhalb der Fenster; im Süden findet sich eine rundbogige gestufte Priesterpforte. An der Südwand des Chores sind außerdem eingeritzte Sonnenuhren zu finden.

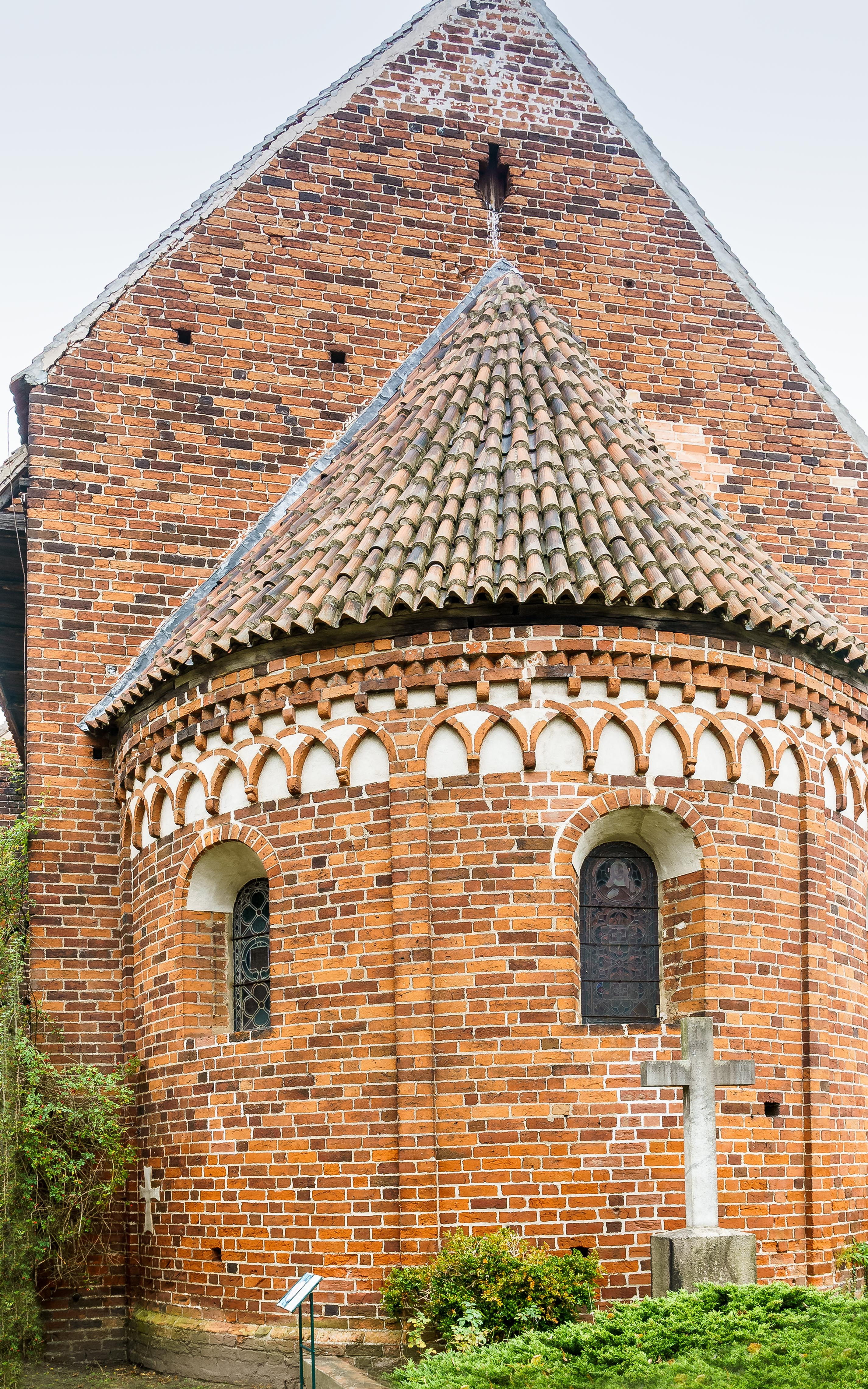
Apsis

Die Rundbogenportale am Schiff sind vermauert, die hochliegenden Fenster aber in der ursprünglichen Form erhalten. Im Westbau findet sich ein aufwändiges rundbogiges Stufenportal in einer rechteckigen Wandvorlage, über dem zwei Oculi angeordnet sind. Das Glockengeschoss ist mit je drei gekuppelten Schallöffnungen nach Osten und nach Westen und mit je einer nach Norden und Süden versehen. Der Westbau ist mit einem Walmdach gedeckt, auf dem eine 1974/75 beseitigte achteckige Laterne als Bekrönung angeordnet war. Auf der Nordseite ist eine in romanischer Zeit angebaute, tonnengewölbte Sakristei erhalten, die später als Gruft genutzt wurde. Nach anderer Quelle wird eine Entstehung gemeinsam mit dem übrigen Bauwerk postuliert. In der Apsis ist eine Sakramentsnische vorhanden. Im Südosten des Schiffes befand sich ursprünglich ein Hagioskop.

## Ausstattung
Hauptstück der Ausstattung ist ein spätgotischer Schnitzaltarschrein aus der zweiten Hälfte des 15. Jahrhunderts. Er zeigt eine Madonna zwischen anbetenden Engeln und je vier Heilige in zwei Reihen übereinander. Als Bekrönung ist ein Kruzifixus mit einem Corpus aus der Zeit von 1230 verwendet. Der Taufstein besteht aus einer romanischen Kuppa und einem jüngeren Schaft, der 1908 in Renaissance-Formen überarbeitet wurde. An der Kuppa ist ein Palmettenfries und am zylindrischen Schaft Beschlagwerk angebracht. Weiter ist ein kleiner Bronzekruzifixus an einem ehedem mit Halbedelsteinen verzierten Kreuz aus der Mitte des 12. Jahrhunderts zu nennen.
Die übrige Ausstattung entstammt zum größten Teil der Barockzeit. Sie besteht aus einer hufeisenförmigen Empore mit einer anmutigen Rokoko-Orgel von Johann Wilhelm Grüneberg aus dem Jahr 1785, dem Gestühl und der Kanzel. Das Gestühl ist inschriftlich auf das Jahr 1652/53 datiert. Die Kanzel auf einer Balusterstütze ist mit rustikalen Rankenschnitzereien verziert und stammt wohl aus der Zeit um 1700. Weiterhin ist noch ein Figurengrabstein für Caspar von Randow († 1581) zu erwähnen. Zwei Metallepitaphe für Rudolf von Alvensleben († 1866) und für Ferdinand Gebhard Carl Eduard von Alvensleben († 1876) sind ebenfalls erhalten. Als Geläut dienen zwei spätmittelalterliche Bronzeglocken aus den Jahren 1459 und 1471. Auf dem Kirchhof wurden Johann Friedrich von Alvensleben (1736–1819) und seine Gemahlin, die bekannte vormalige Schauspielerin Friederike Caroline Döbbelin, bestattet.